# Хегенбарт, Вольке Альма
Вольке Альма Хегенбарт (6 мая 1980, Меербуш) — немецкая актриса и танцовщица. Самая известная её роль в сериале «Моя жизнь и я».
Вольке начала свою карьеру с немецкого ситкома «Die Camper». После окончания школы жила в Южной Африке и Испании, где продолжала обучение. В 2001 году снялась в сериале «Моя жизнь и я», который стал очень успешным. Благодаря роли в нем четырежды номинировалась на немецкий приз комедии, который и завоевала в 2004 году.
В феврале 2002 году вышла замуж за Джастина Брайана.
Играла в театре, в постановке Wenn es Herbst wird 2002 года.
В 2004 году вела церемонию вручения немецкой музыкальной премии COMET.
В 2006 году принимала участие в танцевальном шоу канала RTL «Let’s Dance», где с партнёром Оливером Зейфельдом стала второй.
18 октября 2008 года Вольке принимала участие на телевидение в шоу прыжки с вышки вместе с актером Штеффеном Гротом и заняла первое место в синхронных прыжках.

## Фильмография

### Фильмы
- 1997: Freundinnen & andere Monster
- 1998: Ich liebe meine Familie, ehrlich
- 1998: OA jagt Oberärztin
- 2003: Die Schönste aus Bitterfeld
- 2004: Crazy Race 2 – Warum die Mauer wirklich fiel
- 2004: Playa del Futuro
- 2005: Tote Hose — Kann nicht, gibt’s nicht
- 2005: Ein Hund, zwei Koffer und die ganz große Liebe
- 2007: Der Prinz von nebenan
- 2008: Liebesticket nach Hause
- 2008: Ich steig' Dir aufs Dach, Liebling
- 2009: Im Brautkleid durch Afrika

### Телевидение
- 2022: Танцор в маске